# Pan burmistrz z Pipidówki

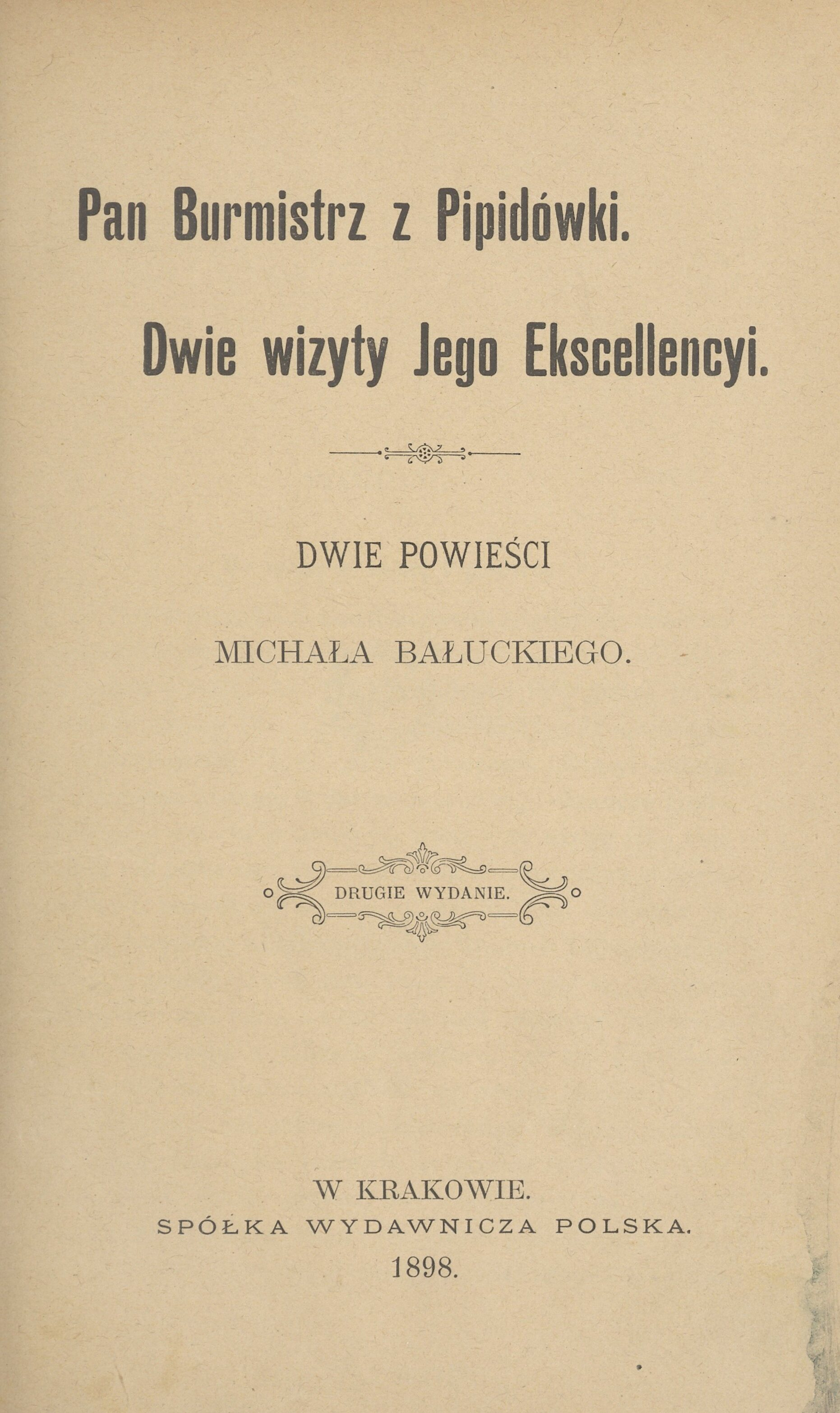
Pan burmistrz z Pipidówki (1898) - karta tytułowa

Pan burmistrz z Pipidówki. Powieść z życia autonomicznego Galicji – powieść Michała Bałuckiego wydana po raz pierwszy w Krakowie w 1887.

## Treść
Utwór jest satyrą na społeczność prowincjonalnego miasteczka. Tytułowy bohater -  burmistrz Mikołaj Powściąglewicz (także Pociąglewicz) - jest karykaturą pozytywistycznych bohaterów pełnych wiary w budującą moc wczesnego kapitalizmu. Pan Powściąglewicz nie ukończył szkół, jednak poprzez małżeństwo z bogatą wdową i energię w zarządzaniu jej majątkiem potrafił się wybić. W okresie, gdy rząd nadał autonomię Galicji, pan Powściąglewicz został wybrany najpierw rajcą, a następnie burmistrzem Pipidówki. Pełniąc te funkcje, wykazuje się typową dla siebie energią.  

## Pipidówka
Nazwa "Pipidówka" została użyta przez autora po raz pierwszy w noweli Karykatury (1868). Po sukcesie Pana burmistrza z Pipidówki rozpowszechniła się i stała się synonimem zapadłej, prowincjonalnej miejscowości.